# Vang
Vang ist eine Kommune im norwegischen Fylke Innlandet. Die Kommune hat 1648 Einwohner (Stand: 1. Januar 2025). Verwaltungssitz ist der gleichnamige Ort Vang, der auch unter dem Namen Grindaheim bekannt ist. Die Kommune ist unter anderem für ihre zwei Stabkirchen bekannt und der Tourismus spielt eine bedeutende Rolle. 

## Geografie
Die Kommune Vang liegt im Südwesten des Fylkes Innlandet im Jotunheimen-Gebirge. Das Gebiet gehört zur Landschaft Valdres. Vang grenzt im Norden an die Kommunen Lom und Vågå, im Osten an Øystre Slidre und Vestre Slidre, im Süden an Hemsedal, im Südwesten an Lærdal, im Westen an Årdal sowie im Nordwesten an Luster. Die südliche Nachbarkommune Hemsedal liegt im Nachbarfylke Buskerud und die westlichen Nachbarkommunen Lærdal, Årdal und Luster gehören zum Fylke Vestland. In Vang liegen mehrere Seen, zu diesen gehören der Bygdin, der Tyin und der Vangsmjøse. Der lange und schmale Bygdin liegt im Norden der Kommune. Der Vangsmjøse wird in West-Ost-Richtung von der Begna durchflossen. Die Gesamtfläche der Kommune beträgt 1.504,84 km², wobei Binnengewässer zusammen 195,51 km² ausmachen.

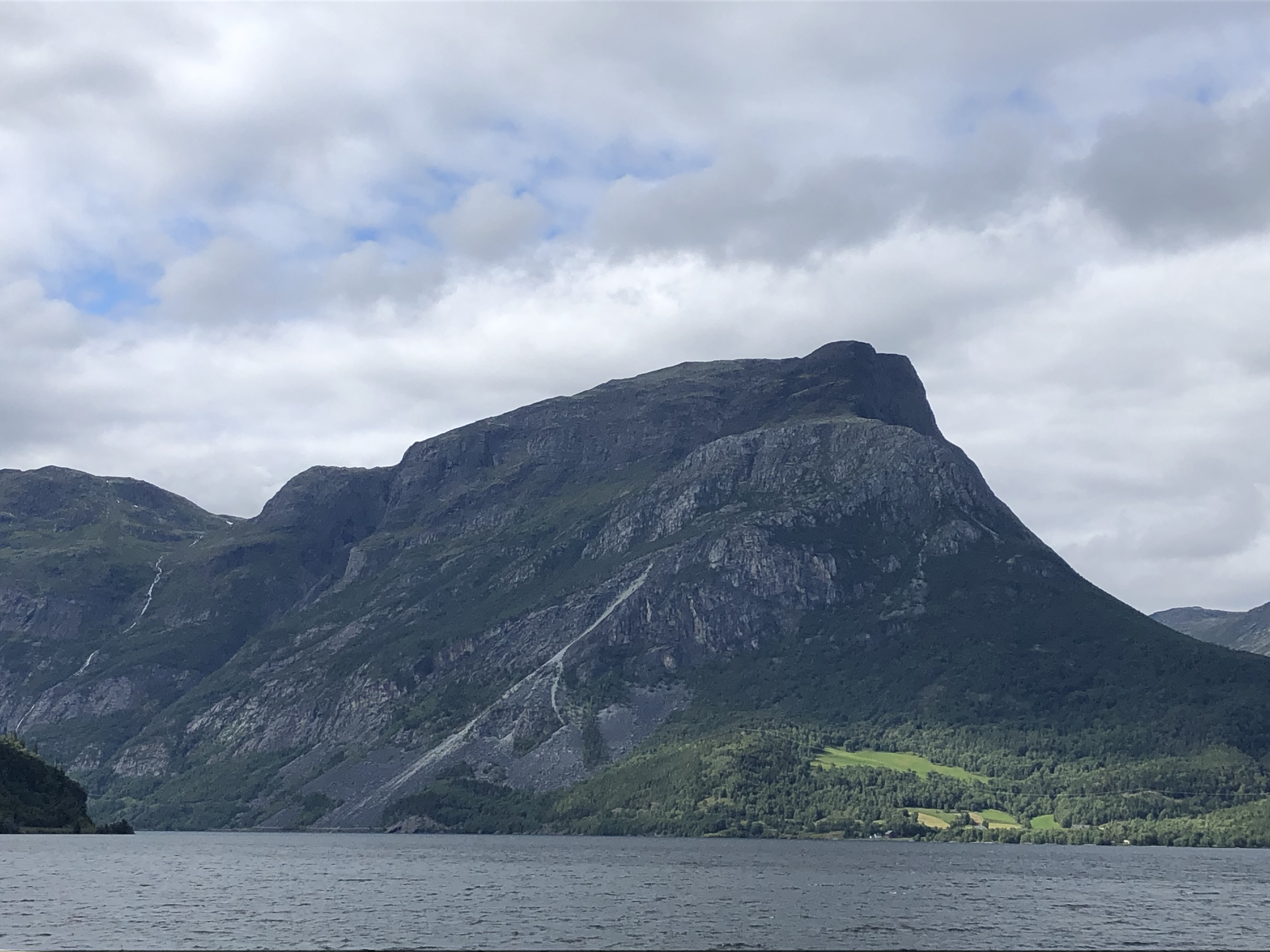
Blick über den Vangmjøse

Der Großteil der Kommune besteht aus Gebirgsterrain. Fast 90 Prozent des Gemeindeareals liegen auf einer Höhe von mindestens 900 moh. Die höchsten Berge liegen auf der Nordseite des Bygdins. Die Erhebung Vestre Kalvehøgdi stellt mit einer Höhe von 2207,5 moh. den höchsten Punkt der Kommune Vang dar. Weitere Berge in der Kommune sind unter anderem Filefjell und das Bitihorn. Der Norden der Kommune geht in den Jotunheimen-Nationalpark (norwegisch Jotunheimen nasjonalpark) ein. Der Nationalpark hat eine Fläche von rund 1150 km² und erstreckt sich über die Kommunen Vang, Lom, Årdal, Vågå und Luster.

## Einwohner
Die Einwohner leben über die Kommune verteilt. Am dichtesten besiedelt ist das Areal entlang der Begna und des Vangsmjøses. Das Verwaltungszentrum Vang (auch Grindaheim) liegt am Südufer des Sees. In den 1990er- und 2000er-Jahren ging die Einwohnerzahl zurück. Anschließend begann sie erneut anzusteigen. Vang (Valdres) ist der einzige sogenannte Tettsted, also die einzige Ansiedlung, die für statistische Zwecke als eine städtische Siedlung gewertet wird. Zum 1. Januar 2024 lebten dort 232 Einwohner.
Die Einwohner der Gemeinde werden Vangsgjelding genannt. Offizielle Schriftsprache ist wie in nur wenigen Kommunen in Innlandet Nynorsk, die weniger weit verbreitete der beiden norwegischen Sprachformen.
| Jahr          | 1986 | 1990 | 1995 | 2000 | 2005 | 2010 | 2015 | 2020 | 2025 |
| ------------- | ---- | ---- | ---- | ---- | ---- | ---- | ---- | ---- | ---- |
| Einwohnerzahl | 1752 | 1817 | 1711 | 1675 | 1613 | 1590 | 1619 | 1578 | 1648 |

## Geschichte
Zum 1. Januar 1882 ging ein Gebiet mit 31 Einwohnern von der Kommune Vang an die Nachbarkommune Øystre Slidre über. Bis 1992 gab es eine gleichnamige Kommune im damaligen Fylke Hedmark. Diese ging schließlich in der Kommune in Hamar auf. Zur Unterscheidung wird auch der Name Vang i Valdres genutzt. Bis zum 31. Dezember 2019 gehörte das Vang in der Region Valdres dem damaligen Fylke Oppland an. Dieses ging im Zuge der Regionalreform in Norwegen in das zum 1. Januar 2020 neu geschaffene Fylke Innlandet über.
In der Kommune stehen heute noch zwei Stabkirchen. Diese sind die Stabkirche Øye und die Stabkirche Høre. Die Stabkirche von Vang wurde 1841 abgebaut, um einen größeren Neubau zu ermöglichen, und später in der Nähe von Krummhübel (Karpacz) im Riesengebirge wieder errichtet. Die Stabkirche Øye wurde vermutlich in der zweiten Hälfte des 12. Jahrhunderts errichtet. Im Jahr 1747 wurde die Stabkirche abgerissen und die neue Øye kyrkje erbaut. Nachdem man im Jahr 1935 alte Baumaterialien der Stabkirche fand, rekonstruierte man sie von 1955 bis 1965. Die Vang kyrkje in Grindaheim ist eine Holzkirche mit kreuzförmigen Grundriss. Sie wurde im Jahr 1839 nach einem Standardentwurf von Hans Ditlev Franciscus von Linstow erbaut. Im Jahr 1971 wurde auf dem Filefjell die Sankt-Thomas-Kirche erbaut.
Der Vang-Stein ist ein Runenstein, dessen Ornamentik namengebend für den frühmittelalterlichen Vang-Stil ist.

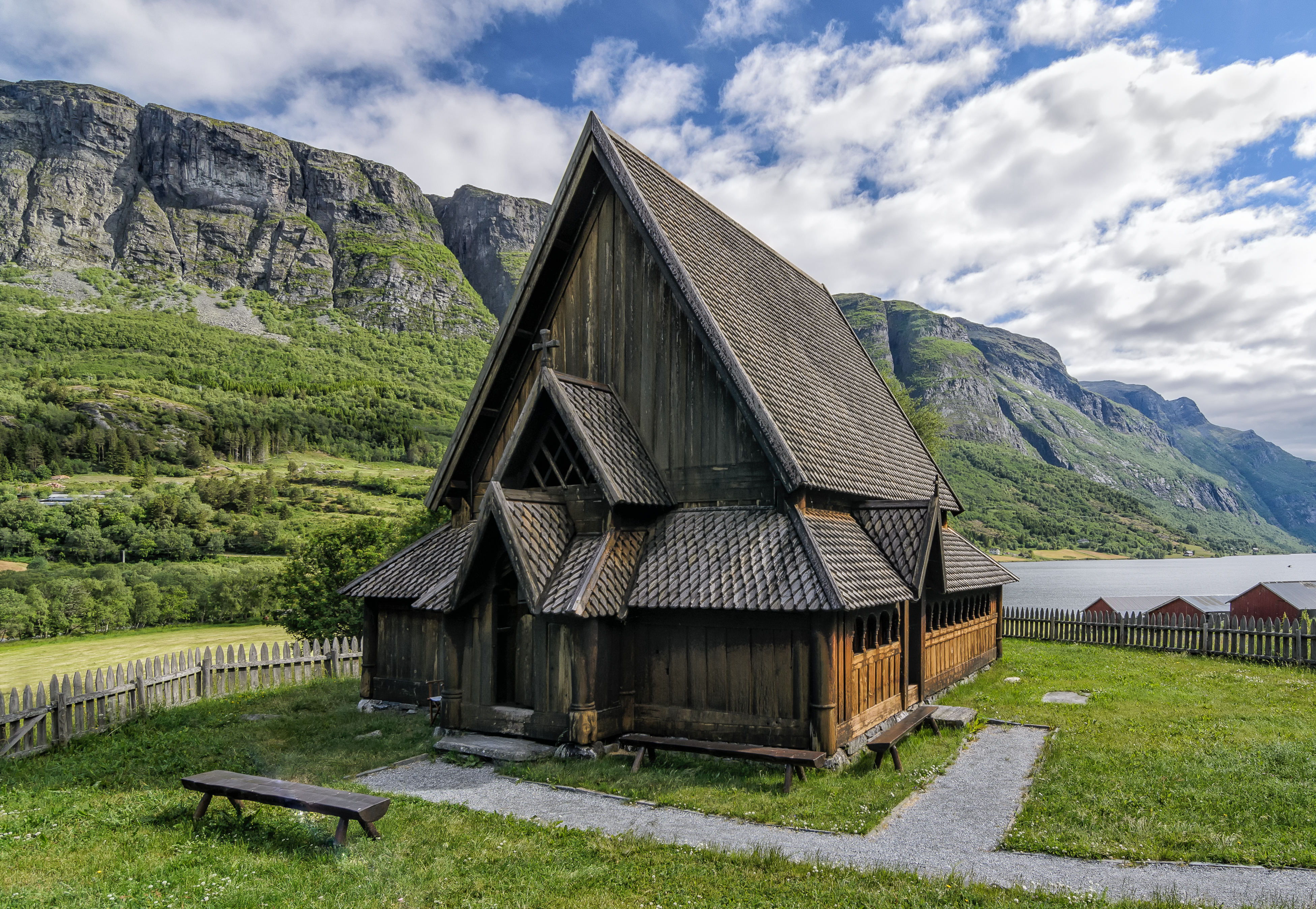
Stabkirche Øye
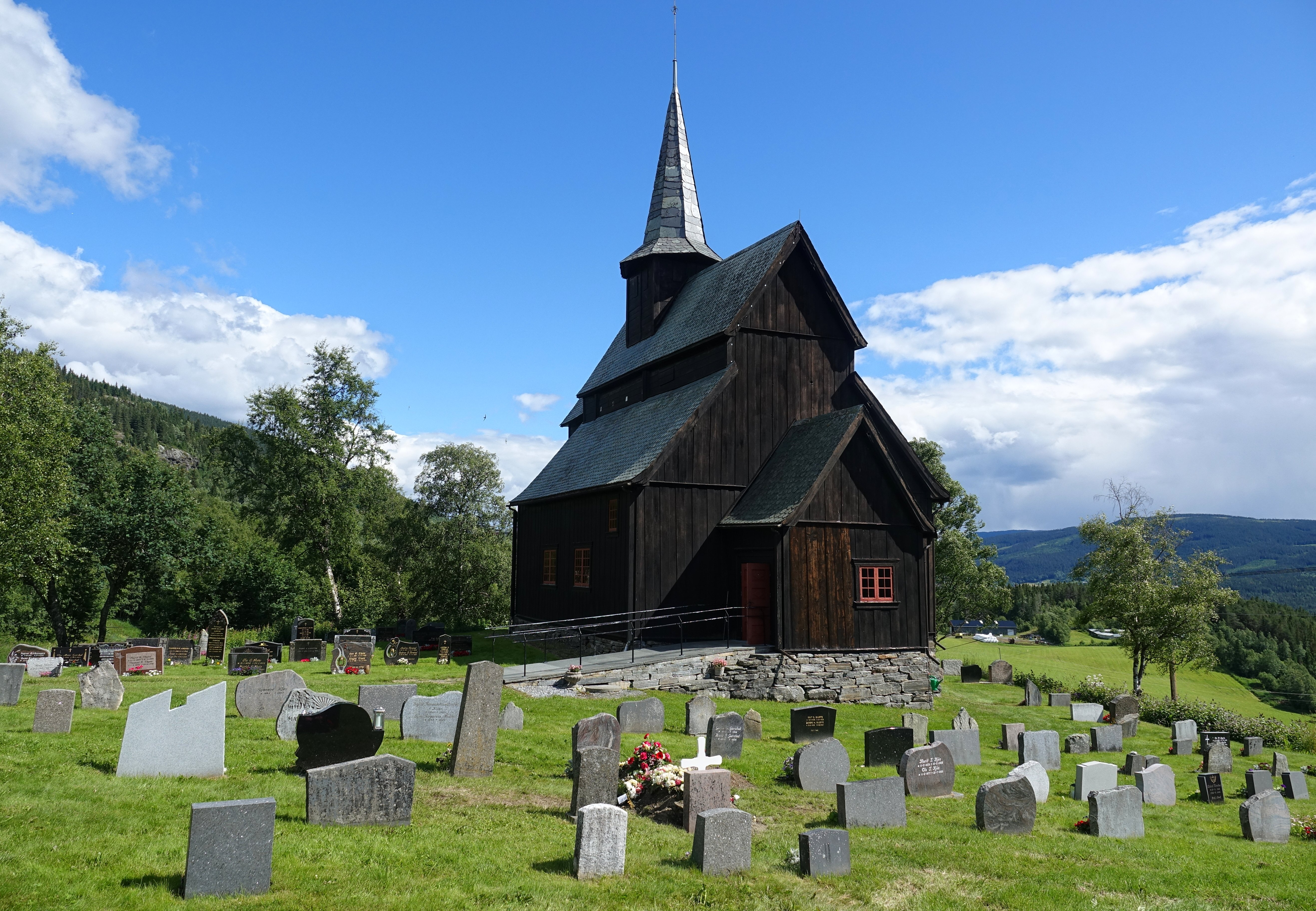
Stabkirche Høre

## Wirtschaft und Infrastruktur

### Verkehr

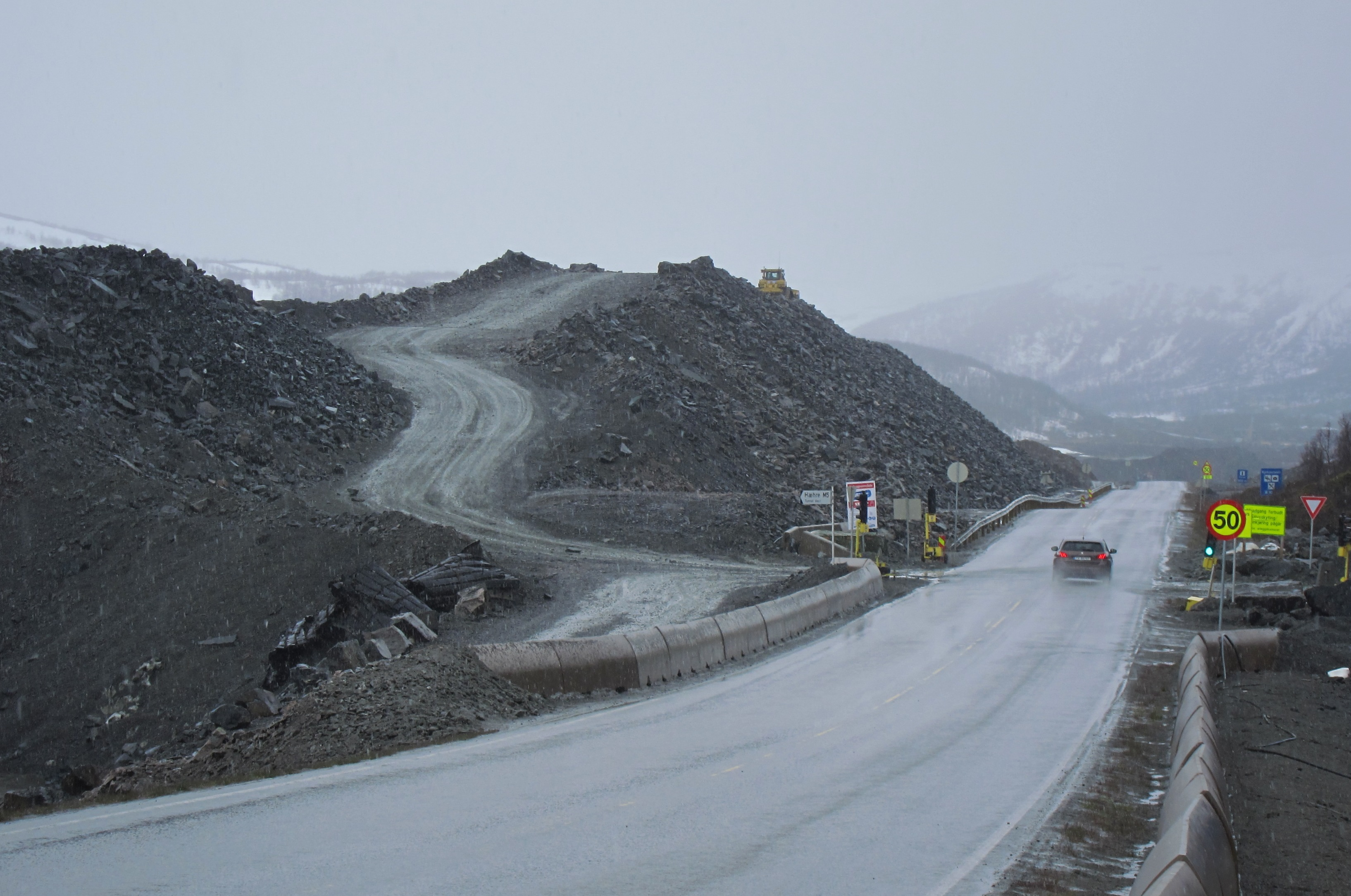
Bauarbeiten für den Filefjelltunnel

Durch die Kommune führt in West-Ost-Richtung die Europastraße 16 (E16). Die E16 verläuft parallel zur Begna sowie entlang des Vangmjøse-Südufers durch Vang. Die Straße stellt in den Westen die Verbindung zur Westküste und nach Bergen her. Richtung Südosten führt die E16 nach Oslo. In Vang führt die Straße durch mehrere Tunnel, unter anderem im Westen der Kommune durch den Filefjelltunnel. In der Umgebung des Tunnels wurde zwischen 2010 und 2020 eine Teilstrecke von rund 40 Kilometern erneuert. Der Filefjelltunnel wurde im Oktober 2017 eröffnet.

### Wirtschaft
Die Landwirtschaft ist für die Lokalwirtschaft von größerer Bedeutung. Die Höfe sind im Landesvergleich jedoch verhältnismäßig klein. Die verbreitetste Form der Landwirtschaft ist die Grasfutterproduktion für Rinder, Ziegen und Schafe. Wichtig für Vang ist zudem der Tourismus. An den Seen Bygdin und Tyin und in den Haupttälern werden viele Hotels betrieben. Das größte Wasserkraftwerk der Kommune ist das Kraftwerk Ylja. Dieses wurde 1973 in Betrieb genommen und hatte zwischen 1991 und 2020 eine mittlere Jahresproduktion von 162 GWh. Am Wasserkraftwerk wird eine Fallhöhe von rund 685 Metern ausgenutzt. Im Jahr 2021 arbeiteten von rund 850 Arbeitstätigen etwa 580 in Vang selbst. Etwa 80 Personen pendelten in die Kommune Nord-Aurdal. Der Rest verteilte sich auf weitere Kommunen in der Umgebung.

## Name und Wappen
Das seit 1987 offizielle Wappen der Kommune zeigt drei schräggestellte goldene Schwerter auf blauem Hintergrund. Um die Schwerter herum ist ein Lilienbord. Das Wappen besteht bereits seit 1309. Vang wurde im Jahr 1341 als Vangs sokn erwähnt. Der Name war ursprünglich der Name des Pfarrhauses.

## Persönlichkeiten
- Christopher Andreas Holmboe (1796–1882), Orientalist und Numismatiker